# Daniel Herrendorf
Daniel Herrendorf (Buenos Aires, 18 giugno 1965) è uno scrittore, saggista e filosofo argentino.

## Biografia
Ha completato i suoi studi di scienze politiche presso l'Istituto Argentino di Scienze Politiche e Scienze Sociali fondato dal giurista argentino Carlos Fayt. Si è trasferito nella Città del Messico. Ha studiato e insegnato filosofia, giurisprudenza e epistemologia presso Universidad Iberoamericana.
È stato a Barcellona, Parigi e Roma. Ha lavorato come consulente per i diritti umani delle Nazioni Unite, dopo di che entra a far parte del gabinetto presidenziale argentino dove ha ricoperto diverse posizioni dopo averlo fatto nel governo del Messico.
Egli è il fondatore dell'Istituto internazionale dei diritti umani.

## Pubblicazioni

### Narrativa
- Evita, la loca de la casa, romanzo, Ed. Sudamericana, Buenos Aires, 2003.[1][2]
- Memorias de Antínoo, romanzo Ed. Sudamericana, Buenos Aires 2000.[3]
- El sueño de Dante, racconto, Ed. Sudamericana, Buenos Aires 2000.

### Saggi e articoli
- Tratado de los derechos humanos, fundamentales y garantías individuales, 14 tomos, editorial Comisión Nacional de Derechos Humanos, Presidencia de los Estados Unidos Mexicanos, México DF, 2007.
- El poder de los jueces - cómo piensan los jueces que piensan, Ed. Abeledo-Perrot/Lexis-Nexis Buenos Aires 1994 (2ª. Ed.) y 1998 (3ª. Ed.). Ed. Universidad Veracruzana para la 1ª. Ed. México 1992.
- Los derechos humanos ante la justicia - Garantía de la Libertad Innominada, Ed. Abeledo-Perrot/Lexis-Nexis Buenos Aires, 1997.
- Autopsie de la science du droit - Pour une Phénoménologie de la Science du Droit, Université de Droit, d'Economie et des Sciences d'Aix-Marseille, Laboratoire de Théorie Juridique, Aix-en-Provence, Francia 1996[4]
- El derecho a tener derechos, 1ª edición, Ed. Catálogos, Buenos Aires 1995. 2ª. Edición, Ed. Catálogos, Buenos Aires 1996.
- La constitución reformada, obra colectiva (Vanossi, Barra, Raúl Alfonsín, Sagüés, Bidart Campos, Herrendorf, otros), Primer Seminario sobre la Reforma Constitucional de 1994, Ministerio del Interior de la República Argentina – Centro de Estudios Constitucionales de Madrid, Buenos Aires 1996.
- Derechos humanos y refugiados - La intemperie espiritual, Ed. Organización de las Naciones Unidas, ACNUR, sección para América Latina y el Caribe, 1994.
- Filosofía de los derechos humanos, Ed. Comisión Nacional de Derechos Humanos, México 1993.
- Sociología de los derechos humanos, Ed. Comisión Nacional de Derechos Humanos, México, 1992.
- Teoría general y política de los derechos humanos, Ed. Comisión Nacional de Derechos Humanos, México, 1992.
- Constitución y derechos humanos - Su reciprocidad simétrica, en coautoría con Germán J. Bidart Campos. Ed. Ediar, Buenos Aires 1992.
- La situación actual de la teoría general del derecho, Editorial Cárdenas, México, 1991.
- Principios de derechos humanos y garantías, en coautoría con Germán J. Bidart Campos, Ed. Ediar, Buenos Aires, 1991.
- El derecho internacional de los derechos humanos, Ed. Universidad Iberoamericana-Unión de Universidades de América Latina, México 1990[5]
- Derechos humanos y viceversa, Ed. Comisión Nacional de Derechos Humanos, México, 1990.
- El poder de la policía en un sistema de derechos humanos, Ed. INACIPE (Instituto Nacional de Ciencias Penales), México, 1990.
- Las corrientes actuales de la filosofía del derecho, Editorial Ediar, Buenos Aires, 1989.
- Radiografía de la teoría egológica - Introducción a la fenomenología egológica, en coautoría con Carlos Cossio. Editorial Depalma, Buenos Aires, 1987.